# 国鉄タキ12200形貨車
国鉄タキ12200形貨車（こくてつタキ12200がたかしゃ）は、かつて日本国有鉄道（国鉄）および1987年（昭和62年）4月の国鉄分割民営化後は日本貨物鉄道（JR貨物）に在籍したタンク車である。

## 概要
本形式はセメント輸送用として1968年（昭和43年）から1981年（昭和56年）にかけて富士重工業にて16ロット134両（コタキ12200 - コタキ12299、コタキ12700 - コタキ12733）が製作された40 t積の私有貨車である。記号番号表記は特殊標記符号「コ」（全長 12 m 以下）を前置し「コタキ」と標記する。
40ｔ積セメント専用車のメーカー間開発競争のなかで富士重工業が独自に開発した形式で、軽量化のため側梁を省略した台枠をタンク体と一体化したフレームレス構造を採用したのが大きな特徴である。対抗形式である川崎車輛のタキ1900形や日立製作所のタキ19000形、東洋工機のホキ5700形と異なりタンク断面が円筒で日本車輌製造のタキ11500形と同様に圧力容器にすることも可能であったことから、試作段階では圧送荷役が考慮され安全弁を持っていたが、量産車はエアスライド式専用車になった。
本形式の製造は開発経緯の関係から富士重工業1社のみで行われ、小野田セメント、日立セメント、チチブセメント、電気化学工業、大阪セメントの合計5社が所有した。
本形式の内5両（コタキ12729 - コタキ12733）は1985年（昭和60年）9月13日に廃車となり、秩父鉄道を経て東武鉄道に移籍したが、1991年（平成3年）にJR貨物の車両として車籍編入された。
全長は10,800 mm、全幅は2,536 mm、全高は3,650 mm、台車中心間距離は7,100 mm、タンク実容積は34.2 m3、自重は13.9 t、換算両数は積車5.5、空車1.4であり、台車はコタキ12241までがはベッテンドルフ式のTR41C、コタキ12242 - コタキ12280がTR41G、コタキ12281 - コタキ12299、コタキ12700 - コタキ12728が平軸受・コイルばね式のTR41E-13、コタキ12729以降がTR213Cである。

## 年度別製造数
各年度による製造会社と両数、所有者は次のとおりである。（所有者は落成時の社名）
- 昭和43年度 - 1両
  - 富士重工業 1両 日立セメント（コタキ12201）
- 昭和44年度 - 1両
  - 富士重工業 1両 小野田セメント（コタキ12200）
- 昭和46年度 - 15両
  - 富士重工業 10両 チチブセメント（コタキ12202 - コタキ12211）
  - 富士重工業 5両 小野田セメント（コタキ12212 -コ タキ12216）
- 昭和47年度 - 25両
  - 富士重工業 10両 チチブセメント（コタキ12217 - コタキ12226）
  - 富士重工業 7両 電気化学工業（コタキ12227 - コタキ12233）
  - 富士重工業 8両 小野田セメント（コタキ12234 - コタキ12241）
- 昭和48年度 - 60両
  - 富士重工業 10両 電気化学工業（コタキ12242 - コタキ12251）
  - 富士重工業 6両 小野田セメント（コタキ12252 - コタキ12257）
  - 富士重工業 3両 小野田セメント（コタキ12258 - コタキ12260）
  - 富士重工業 20両 チチブセメント（コタキ12261 - コタキ12280）
  - 富士重工業 11両 大阪セメント（コタキ12281 - コタキ12291）
  - 富士重工業 10両 電気化学工業（コタキ12292 - コタキ12299、コタキ12700 - コタキ12701）
- 昭和49年度 - 27両
  - 富士重工業 7両 電気化学工業（コタキ12702 - コタキ12708）
  - 富士重工業 20両 電気化学工業（コタキ12709 - コタキ12728）
- 昭和56年度 - 5両
  - 富士重工業 5両 日立セメント（コタキ12729 - コタキ12733）